# Гејџ Лејк (Илиноис)
Гејџ Лејк (енгл. Gages Lake) насељено је место без административног статуса у америчкој савезној држави Илиноис.

## Демографија
По попису из 2010. године број становника је 10.198, што је 217 (-2,1%) становника мање него 2000. године.
| Група             | 2000.         | 2010.         |
| Белци             | 9.317 (89,5%) | 8.121 (79,6%) |
| Афроамериканци    | 210 (2,0%)    | 390 (3,8%)    |
| Азијати           | 325 (3,1%)    | 614 (6,0%)    |
| Хиспаноамериканци | 436 (4,2%)    | 872 (8,6%)    |
| Укупно            | 10.415        | 10.198        |